# Georges Lamia
Georges Lamia (ur. 14 marca 1933 w El Kali, zm. 10 marca 2014 w Nicei) – francuski piłkarz grający na pozycji bramkarza.

## Kariera klubowa
Swoją karierę piłkarską Lamia rozpoczął w klubie OGC Nice. W sezonie 1956/1957 zadebiutował w jego barwach w pierwszej lidze francuskiej. Od sezonu 1957/1958 był podstawowym bramkarzem klubu z Nicei. W sezonie 1958/1959 wywalczył z Nice swój jedyny w karierze tytuł mistrza Francji. W Nice grał do 1963 roku.
Latem 1963 roku Lamia odszedł z Nice do drugoligowego klubu Le Havre AC. W klubie tym bronił przez rok, by w 1964 roku przenieść się do Stade Rennais. W sezonie 1964/1965 zdobył z Rennes Puchar Francji. W 1966 roku zakończył swoją karierę.
| Sezon   | Klub          | Kraj    | Rozgrywki  | Mecze | Bramki |
| ------- | ------------- | ------- | ---------- | ----- | ------ |
| 1956/57 | OGC Nice      | Francja | Division 1 | 3     | 0      |
| 1957/58 | OGC Nice      | Francja | Division 1 | 34    | 0      |
| 1958/59 | OGC Nice      | Francja | Division 1 | 38    | 0      |
| 1959/60 | OGC Nice      | Francja | Division 1 | 36    | 0      |
| 1960/61 | OGC Nice      | Francja | Division 1 | 30    | 0      |
| 1961/62 | OGC Nice      | Francja | Division 1 | 35    | 0      |
| 1962/63 | OGC Nice      | Francja | Division 1 | 34    | 0      |
| 1963/64 | Le Havre AC   | Francja | Division 1 | 33    | 0      |
| 1964/65 | Stade Rennais | Francja | Division 1 | 34    | 0      |
| 1965/66 | Stade Rennais | Francja | Division 1 | 23    | 0      |

## Kariera reprezentacyjna
W reprezentacji Francji Lamia zadebiutował 11 listopada 1959 w wygranym 5:3 towarzyskim meczu z Portugalią. W 1960 roku został powołany do kadry na Mistrzostwa Europy 1960 i wystąpił na nim w przegranym 4:5 meczu z Jugosławią. Na tych mistrzostwach zajął z Francją 4. miejsce. Od 1959 do 1962 roku rozegrał w kadrze narodowej 7 meczów.
| Mecze i gole w reprezentacji | Mecze i gole w reprezentacji | Mecze i gole w reprezentacji | Mecze i gole w reprezentacji | Mecze i gole w reprezentacji | Mecze i gole w reprezentacji | Mecze i gole w reprezentacji |
| #                            | Data                         | Stadion                      | Rywal                        | Wynik                        | Gol                          | Rozgrywki                    |
| 1959                         | 1959                         | 1959                         | 1959                         | 1959                         | 1959                         | 1959                         |
| ---------------------------- | ---------------------------- | ---------------------------- | ---------------------------- | ---------------------------- | ---------------------------- | ---------------------------- |
| 1.                           | 11.11.1959                   | Paryż, Francja               | Portugalia                   | 5:3                          | 0                            | towarzyski                   |
| 2.                           | 13.12.1959                   | Paryż, Francja               | Austria                      | 5:2                          | 0                            | el. ME 1960                  |
| 1960                         |                              |                              |                              |                              |                              |                              |
| 3.                           | 28.02.1960                   | Bruksela, Belgia             | Belgia                       | 0:1                          | 0                            | towarzyski                   |
| 4.                           | 16.03.1960                   | Paryż, Francja               | Chile                        | 6:0                          | 0                            | towarzyski                   |
| 5.                           | 27.03.1960                   | Wiedeń, Austria              | Austria                      | 4:2                          | 0                            | el. ME 1960                  |
| 6.                           | 06.07.1960                   | Paryż, Francja               | Jugosławia                   | 4:5                          | 0                            | ME 1960                      |
| 1962                         |                              |                              |                              |                              |                              |                              |
| 7.                           | 24.10.1962                   | Stuttgart, RFN               | RFN                          | 2:2                          | 0                            | towarzyski                   |